# Subterranean Masquerade
Pour les articles homonymes, voir Subterranean (homonymie).
Subterranean Masquerade est un groupe de metal progressif israélien formé en 1997 par le guitariste Tomer Pink.

## Biographie
Conçu avec l'ambition de révolutionner la musique, le groupe est initialement un projet dont les musiciens ont beaucoup varié, avant de trouver une formation fixe. Ce n'est qu'après une longue période que le groupe peut enfin montrer ses premiers enregistrement, lors de l'année 2004. Il s'ensuit un EP, Temporary Psychotic State, ainsi que le premier album, Suspended Animation Dreams en 2005, tous deux produits sur le label The End Records aux côtés de grands noms du metal avant-gardiste.
Après six ans d'inactivité, le groupe entre à nouveau en studio en 2013, pour préparer un EP, Home qui sortira l'année même. Ce passage est l'occasion d'un changement de configuration, et les musiciens seront rejoints par le batteur Matan Shmuely (Orphaned Land), ainsi que par le guitariste Or Shalev. Puis en 2014, l'annonce est faite d'un nouvel album album, ainsi que de l'arrivée du chanteur Kjetil Nordhus (Tristania, Green Carnation) et du claviériste Shai Yallin (Solstice Coil)Eliran Weitzman(Asgaut). L'album intitulé The Great Bazaar paraît en janvier 2015 sous le label auto-produit Taklit Music.
Si Subterranean Masquerade est généralement reconnu comme un groupe de metal progressif, il revendique également ses influences jazz, rock psychédélique et metal avant-gardiste. On remarquera également l'utilisation de chant guttural, ainsi que de sonorités orientales sur The Great Bazaar, éléments ne faisant pas partie des codes habituels du metal progressif.

## Discographie

### Albums studio
- 2005 : Suspended Animation Dream
- 2015 : The Great Bazaar
- 2017 : Vagabond
- 2021 : Mountain fever

### EP
- 2004 : Temporary Psychotic State
- 2013 : Home